# Chrysopilus paradoxus
Chrysopilus paradoxus är en tvåvingeart som beskrevs av Nina Krivosheina och Vasily S. Sidorenko 2008. Chrysopilus paradoxus ingår i släktet Chrysopilus och familjen snäppflugor. Inga underarter finns listade i Catalogue of Life.